# Černý vrch (Ještědsko-kozákovský hřbet)
Černý vrch (949 m n. m.) je vrch v okrese Liberec Libereckého kraje. Leží asi 1,5 km ssv. od obce Světlá pod Ještědem, na jejím katastrálním území a území Horního Hanychova. Vrch je součástí přírodního parku Ještěd.

## Geomorfologické zařazení
Geomorfologicky vrch náleží do celku Ještědsko-kozákovský hřbet, podcelku Ještědský hřbet, okrsku Hlubocký hřbet a podokrsku Pasecký hřbet.

## Přístup
Automobilem lze nejblíže dorazit na parkoviště u horské chaty Ještědka. Odtud vede červená turistická značka spolu s Naučnou stezkou Terasy Ještědu po severním svahu Černého vrchu. Modrá značka se krátce za Ještědkou odklání na západ a jih.